# Calopteryx
Calopteryx é um género botânico pertencente à família Ericaceae.